# Polimio (sovrano)
Nella mitologia cristiana Polimio era un Re dell'Armenia, convertito al Cristianesimo da San Bartolomeo Apostolo.
Secondo il racconto dell'abate grecese Luigi Lauda nell'opera del 1913 "Il Martire dell'Armenia" il santo guarì la figlia del Re indemoniata e rifiutò le ricchezze che questi gli offrì come ricompensa. Riuscì così a convertire e battezzare il Re e tutto il suo popolo. Il fratello di Polimio, Astiage, fece uccidere per vendetta San Bartolomeo. Ne seguì un duello tra i due fratelli nel quale Polimio ferì a morte Astiage.
La scena è rappresentata anche in uno dei magnifici capitelli crociati perfettamente conservati a Nazaret, presso il museo francescano della basilica dell'Annunciazione.